# Скуртешть (Бузеу)
Скуртешть, Скуртешті (рум. Scurtești) — село у повіті Бузеу в Румунії. Входить до складу комуни Ваду-Пашій.
Село розташоване на відстані 100 км на північний схід від Бухареста, 6 км на схід від Бузеу, 93 км на захід від Галаца, 116 км на південний схід від Брашова.

## Населення
За даними перепису населення 2002 року у селі проживали 2670 осіб, з них 2665 осіб (99,8%) румунів. Рідною мовою 2668 осіб (99,9%) назвали румунську.